# 素问
《素問》，是現存最早的中醫理論著作，約成書於戰國時期。釋名：「素者，本也；問者，黃帝問於岐伯也。」
《素問》記載了黃帝與岐伯的對話，以黃帝問而岐伯答的形式記載，褚徵在《褚氏遺書》說：「素問者，黃帝與歧伯、鬼臾區、伯高、少師、雷公 六臣平素問答之書，即《本紀》所謂諮於岐伯而作《內經》是也。此書出於岐伯者多，玫《本紀》不及諸臣耳。」主要闡述解剖學、生理學及治療方法等。《素問》原為九卷，八十一篇。與《靈樞》八十一篇合稱《黃帝內經》，共十八卷。其中刺法論第七十二與本病論第七十三在新校正說本篇亡在王冰之前，屬後人補遺之作。
南朝齊梁時期的全元起曾為《素問》作注，但是全元起本亡佚於南北宋之交。
至唐代，王冰對《素問》進行了編次和註釋，是為《增廣補註黃帝內經素問》，共二十四卷，在北宋經林億等人校正後遂廣為流傳。

## 常見版本
- 黃帝內經素問，人民衛生出版社，1963. 統一書號: 14048-2722
- 黃帝內經素問校注語譯，郭靄春，天津科學技術出版社，1999. ISBN 9787530821145
- 黃帝內經素問，人民衛生出版社，2005. ISBN 9787117067225
- 重廣補註黃帝內經素問（影宋本），學苑出版社，2009. ISBN 9787507731682
- 《素問》全元起本研究與輯復，段逸山，上海科學技術出版社，2001. ISBN 9787532357536